# Humphreya endertii
Humphreya endertii är en svampart som beskrevs av Steyaert 1972. Humphreya endertii ingår i släktet Humphreya och familjen Ganodermataceae.   Inga underarter finns listade i Catalogue of Life.